# Хімічні атаки під час ірано-іракської війни
У ході ірано-іракської війни Ірак неодноразово застосовував хімічну зброю, що підтверджується багатьма авторами та організаціями. Існують свідоцтва, що цю зброю епізодично застосовував й Іран. У квітні 1984 представник Ірану в ООН Раджан Хорассані заявив, що його країна здатна виробляти хімічну зброю і оцінює можливість його застосування. За припущеннями міністерства оборони США, Іран застосовував бойові гази при наступі в районі Халабджі в березні 1988 року.